# Snapchat
Снапчат (енгл. Snapchat), колоквијално Снепчет, мултимедијална је мобилна апликација коју су креирали Еван Шпигел (енгл. Evan Spiegel), Боби Марфи (енгл. Bobby Murphy) и Реџи Браун (енгл. Reggie Brown), бивши студенти Станфорд Универзитета (енгл. Stanford University), развијен је од стране Снеп Инц (енгл. Snap Inc), оригинално Снапчат Инц (енгл. Snapchat Inc). Један од главних концепта Снапчата је тај што су слике и поруке доступне само за кратко време пре него што постану неприступачне.

## Историја
Прототип Снапчата су започели Браун (енгл. Brown) и Шпигел (енгл. Spiegel) као пројекат једне Шпигелове класе на Станфорду, где је Шпигел (енгл. Spiegel) био главни за дизајн производа. Почевши као 'Пикабу' (енгл. Picaboo), идеја је била да се креира селфи апликација која дозвољава корисницима да деле слике које су биле експлицитно краткотрајне и самобришуће. Привремена природа слика би стога охрабрила лакомисленост и нагласила природнији проток интеракције. Када је, у априлу 2011. године, Шпигел (енгл. Spiegel) изнео идеју производа испред његове класе као финални пројекат, колеге су се фокусирале на пролазне аспекте потенцијалног производа и одбијали да мисле на привремене слике. Марфи (енгл. Murphy) је на крају доведен у пројекат да напише изворни код за апликацију, и Пикабу је прво лансиран као само iOS апликација у јулу 2011. године из Шпигелове дневне собе (који је и даље остајао кући са својим оцем када није у школи).
Апликација је поново лансирана два месеца касније под именом Снапчат.
Снапчат је еволуирао у микс приватних порука и јавног садржаја, укључујући бренд мреже, публикација, и догађаја уживо као што су спорт и музика. Ипак, према анкетама студија спроведених у марту 2016 године, корисници су више приступали лично оријентисаној размени порука него јавно понуђеном садржају који им се представљао.
71 % анкетираних корисника је рекло да они преферирају апликацију за ћаскање, размену порука и услуга прављења слика, наспрам 5 % који скоро искључиво бирају разне догађаје и свакодневни медијски садржај. 24 % је одговорило да они приступају свим функцијама једнако.
Међутим, око три четвртине анкетираних који су такође упознати са догађајима, медијским брендовима и садржајем о познатима, имају позитивно мишљење о тим областима.

### Прототип
Према документима, Реџи Браун је донео идеју за апликацију за нестајање слика Евану Шпигелу, зато што је Шпигел имао пословног искуства.
Браун и Шпигел су повукли и Боби Марфија, који је имао искуства са кодирањем.
Њих троје су радили заједно неколико месеци, све до иницијалног пуштања производа, све док Шпигел и Марфи нису одлучили да забране Брауну даљи приступ неколико недеља пре поновног лансирања апликације као Снапчат.
Раније, Снапчат тим је био фокусиран на употребљивост и техничке аспекте, радије него на напоре брендирања.
Једини изузетак је била одлука да задрже маскоту коју је дизајнирао Браун, „Лице Духа Килах” (енгл. Ghostface Killah), названу по Лице Духа Килах члану хип-хоп групе Ву-Танг Клан (енгл. Wu-Tang Clan).
Пројекат је на крају формирао матичну компанију апликације, Снапчат Инц, у Септембру 2011 године.
Дана 8. маја 2012 године, Реџи Браун је послао и-мејл (енгл. e-mail) Евану Шпигелу током њихове завршне године на Стандфорду у ком је понудио да поново преговарају о његовој равноправности у вези власништва компаније.
Адвокати Снапчата су одговорили инсистирајући да он никад није имао никакав креативни спој са производом.
Адвокати су такође оптужили Брауна да је извршио превару против Шпигела и Марфија лажно тврдећи да је он измислио производ.
У име својих клијената, адвокатска фирма је закључила да Реџи Браун није направио никакве доприносе од вредности и да стога нема право ни на шта.
У Септембру 2014 године, Браун се нагодио са Шпигелом и Марфијем за 157,5 милиона долара и за добијање заслуга као један од оригиналних аутора Снапчата.
У њиховом првом блог посту, датиран 9. мај 2012, извршни директор Еван Шпигел је описао мисију компаније : „ Снепчеп није хватање традиционалног Кодак момента. Него комуницирање са пуним опсегом људских емоција- не само са оним што изгледа лепо и савршено.”
Представили су Снапчат као решење за напрезања проузрокована због дуговечности личних информација на друштвеним мрежама, што доказује „ хитно уклањање тагова са Фејсбук слика пре интервјуа за посао и фотошопирање флека на искреним снимцима пре него што су доспели на Интернет.”

### Развитак
У мају 2012 године, послато је 25 слика у секунди, а 28. новембра 2012 године, корисници су поделили преко билион слика на Снапчат iOS апликацији, са 20 милиона слика дељених по дану. У новембру 2012, Шпигел је навео проблеме са корисничком прилагодљивошћу као разлог због ког је Снапчат имао потешкоће са испоручивањем својих слика, познати као „снепс” (енгл. snaps), у реалном времену. Снапчат је пуштен као Андроид апликација 29. октобра 2012 године.
У децембру 2012, Снапчат је додао могућност слања видео снимака поред фотографија. Држећи дугме за сликање док сте у апликацији може се снимити видео од 10 секунди. После једног гледања, видео нестаје, што је подразумевано подешавање. Шпигел је објаснио да овај процес дозвољава да видео буде компримован у величину слике.
У јуну 2013 године је пуштена Снапчат 5.0 верзија, синхронизована „Банкуо” (енгл. Banquo), за iOS. Ажурирана верзија уводи неколико брзина и побољшање дизајна, који укључује навигацију превлачења, дупли клик за одговарање, побољшану претрагу пријатеља и профила у апликацији.
Име је референца на духа хероја из Шекспировог (енгл. William Shakespeare) Макбета (енгл. Macbeth), лик у представи за кога се на крају види да је победник над злом.
Такође, у јуну 2013 године, Снапчат је представио Снепкиц (енгл. Snapkids) за кориснике млађе од 13 година. Снепкиц је био део оригиналне Снапчат апликације и био је активиран онда када корисници унесу датум рођења да би потврдили своје године.
Снепкиц је дозвољавао деци да снимају снимке и да цртају по њима, али нису могли да шаљу снимке осталим корисницима, могли су само да сачувају снимке на уређају који користе.
У октобру 2013, Снапчат је представио „Моја Прича” (енгл. My Story) карактеристику., која дозвољава корисницима да саставе снимке у хронолошку причу, која је доступна свим њиховим пријатељима.
Дана 1. маја 2014, је додата могућност комуникације преко видео чета. Опција директне размене порука је исто укључена у ажурирање, дозвољавајући корисницима да пошаљу краткотрајну текстуалну поруку пријатељима и породици док сваку потребну информацију чувају кликом на њу.
Према објављеној статистици Снапчата, од маја 2015 године, корисници апликације су слали 2 билиона видеа по дану, док су у новембру достигли 6 билиона. До 2016, Снапчат је достигао 10 билиона свакодневних видео прегледа.
У мају 2016, Снапчат је подигао 1,81 билиона долара у капиталу понуда, указујући на велико интересовање инвеститора за компанију. До 31. маја 2016 апликација је имала скоро 10 милиона свакодневно активних корисника у Уједињеном Краљевсту (енгл. United Kingdom). До краја 2016, апликација је имала преко 156 милиона корисника широм света.
У септембру 2016, Снапчат Инц. (енгл. Snapchat Inc.) је преименован у Снеп Инц. (енгл. Snap Inc.), заједно са увођењем првог компанијског хардвер геџета, „Наочаре” (енгл. Spectacles), пар паметних наочара са уграђеном камером која може да сними 10 секунди видеа у исто време.
Дана 20. фебруара 2017 године, Наочаре (енгл. Spectacles) су биле доступне за куповину преко интернета.

## Карактеристике

### Функционалност језгра
Снапчат је најпре коришћен за креирање мултимедијалних порука знаних као „снепс” (енгл. snaps), снепс садрже слику или кратки видео и могу бити монтирани што укључује филтере, ефекте, текстуалне натписе и цртеже. Карактеристика позната као „Геофилтери” (енгл. Geofilters) је додата у јулу 2014, која омогућава специјалне графичке прекриваче који су доступни кориснику ако је у одређеној географској локацији, као што је град, догађај или дестинација. „Ленс” (енгл. Lens) опција, представљена у септембру 2015, омогућава корисницима да додају ефекте у реалном времену у њихове снимке користећи технологију детекције лица која се активира дугим притиском на лице на екрану.
Приватна порука снеп слике може да се гледа за одређено време (1 до 10 секунди одређених од стране пошиљаоца) пре него што постану неприступачне. Корисници су раније морали да притисну екран да би видели снимак, ова навика је уклоњена у јулу 2015.
Један снимак по дану може да се понови бесплатно, додатно понављање може да се плати коришћењем микротрансакција. Опција куповине додатног понављања је уклоњена у априлу 2016.
Пријатељи могу да се додају преко корисничког имена и телефонског именика, користећи прилагодљив „Снепкодс” (енгл. Snapcodes) или кроз „Додај у близини” (енгл. AddNearby) функцији, која скенира кориснике који су у близини њихове локације и налазе се у додај у близини менију. Шпиегел је објаснио да је Снапчат намењен да неутралише тренд да корисници буду приморани да управљају својим идеализованим онлајн (енгл. online) идентитетом, који је каже „узео сву забаву из комуникације.”
У новембру 2014, Снапчат представља „Снепкеш” (енгл. Snapcash), функцију која омогућава корисницима да шаљу и примају новац кроз приватно дописивање. Систем плаћања је омогућио Сквер (енгл. Square).
У јулу 2016, Снапчат представља нову, опциону функцију „Меморис” (енгл. Memories). Успомене омогућавају да снимци и објаве прича буду сачувани у приватни складишни део, где могу бити прегледане уз остале слике сачуване на уређају, као и измењени и објављени снимци, приче или поруке. Садржај може бити претраживан по датуму или користећи локални ситем за препознавање објеката. Снимици доступни у „Меморис” могу додатно да се преместе у „само за моје очи” опцију која је закључана ПИН кодом.
Јул 2016 је обележила Снапчатово стицање права на Битстрипс (енгл. Bitstrips) и његову апликацију Битмоуџи (енгл. Bitmoji), која омогућава корисницима да дизајнирају налепнице и персонализоване цртане аватаре. У то време, Снапчат лансира интеграцију између Битмоуџи и Снапчат, омогућавајући корисницима да повежу своје налоге и користе Битмоуџи налепнице кроз слике и поруке.
У августу 2016, Снапчат лансира Геостикерс (енгл. Geostickers), карактеристику које омогућава корисницима да пошаљу налепнице специфичне за неки град у сликама и порукама. Оригинални лансирани градови су Сан Франциско (који је лансиран са 15 налепница), Лос Анђелес, Њујорк, Вашингтон Д. Ц., Хонолулу, Лондон, Сиднеј, Сан Паоло, Париз и Ријад.
У априлу 2017, Снапчат представља „налепнице света” (енгл. World Stickers), карактеристика које даје могућност корисницима да додају увећане реалне елементе у било којој декорацији. Елементи који су доступни у првом представљању укључују облак, дугу, цвеће, летећу „ОМГ” (енгл. „OMG” - Oh My God) текст фразу, са елементима промене свакодневно.

### Размена порука
Уместо традиционалних онлајн обавештења, пулсирајуће плаво „Овде” дугме се приказује у пошиљаочевом прозору ћаскања ако прималац тренутно посматра свој прозор ћаскања.
Када се ово дугме држи притиснуто, функција видео ћаскања се покреће моментално. По подразумеваном, поруке нестану након што су прочитане и обавештење се шаље примаоцу само када почну да куцају. Корисници такође могу користити поруке да одговоре на усликане фотографије које су део „приче”.
Што се тиче „Овде” индикатора, Шпигел је објаснио да „прихваћени појам од онлајн показатеља, који сваки сервис за ћаскање има је стварно негативан показатељ. То значи- мој пријатељ је доступан и не жели да разговара са тобом, наспрам ове идеје у Снапчату где — мој пријатељ је овде пружа ми његову потпуну пажњу.”
Шпигел је касније тврдио да „Овде” видео функција спречава непријатности које се могу дићи из апликација које користе показатеље куцања јер, са текст комуникацијом, конверзације губе своју течност док се корисници труде да избегавају куцкање у исто време.
Марта 29. 2016. Снапчат је избацио главну ревизију функционалности порука познату као „Чет 2.0”, додавањем налепница, лакши приступ конференцији звука и видеа, способност остављања звучне или видео белешке, и могућност дељења скорашњих слика са камере. Имплементација ових карактеристика је намењена да дозволи корисницима да лакше прелазе са текста на звук или видео ћаскање по потреби, задржавајући подједнак ниво функционалности.

## Бизнис и мултимедија

### Демографија
У 2014. години, истраживачи са Вашингтон универзитета и Пацифичког универзитета у Сијетлу развили корисничку анкету, која ће помоћи да се схвати како и зашто се апликација користи.
Научници су првобитно је претпоставили да ће због ефемерности Снапчат порука, његово коришћење бити углавном за лични садржај, укључујући и могућем коришћењу за сексуални садржај и секстинг.
Међутим, изгледа да се Снапчат користи за различите креативне сврхе, које нису обавезно повезане са приватношћу уопште.
У студији, само 1,6 % испитаника је пријавило да користите Снапчат пре свега за сектинг, иако је 14,2 % признао да шаљу сексуални садржаја преко Снапчата у неком тренутку.
Пре свега, примарна употреба Снапчата је комични садржај, као што су „блесаве фаце” са 59,8 % испитаника, који су указали да најчешће користе због тога.
Истраживачи су такође открили како корисници Снапчата не користите програм и које врсте садржаја не желе да шаљу.
Они су открили да већина корисника не желе да деле садржај класификован као секстинг (74.8 % испитаника), фотографије докумената (85.0 % испитаника), поруке које су правно сумњивог садржаја (86.6 % испитаника), или садржај који је лош или увредљив (93.7 % испитаника).
Резултати истраживања су такође указали да успех Снапчата није због заштитних својстава, већ због тога што су корисници претпоставили да треба да буде забавно.
Истраживачи су открили да су корисници, изгледа, добро знају (79.4 % испитаника), да је рестаурација слике могућа и већина корисника (52,8 % испитаника) истичу да то не утиче на њихово понашање и коришћење Снапчата.
Већина корисника (52,8 % испитаника) су признали да користе произвољан тајм-аут на усликане фотографије без обзира на врсту садржаја или примаоца.

### Комуникација
Снапчат представља нови правац у друштвеним медијима са својим корисницима, посебно младима, жудња за више размене у тренутку и комуникације кроз технологију.
Са мањим нагласком на акумулацију тренутног стања који укључује присуство сталног материјала, Снапчат ставља фокус на ефемерно пролазне сусрете.
Ослањајући се на ову разлику, покретањем као прва мобилна компанија Снапчат, у јеку револуције апликације и проширење присуства на тржишту мобилне телефоније, није морао да направи прелаз на мобилни као што су друге конкурентске друштвене мреже морале да ураде.
Сам Еван Шпигел је описао Снапчат као компанију камере.
Шпигел је такође одбацио последње поређење са другим друштвеним мрежама, као што су Фејсбук и Твитер, када су га питали, да ли председничка трка 2016 треба да буде запамћена као Снапчат избори, иако су главни кандидати заиста понекад користили апликацију да би комуницирали са бирачима.
Међутим, све већа мобилна апликација се преселила на понуду јасне публикације, медији и садржај вести у оквиру свог „Дискавер” (енгл. Discover) канала, као и његов општи стил презентације.

### Монетизација
Снапчат прво плаћено оглашавање, у облику 20 секунди кратког филма за хорор филм Оуија (енгл. Ouija), је приказано корисницима 19. октобара 2014. Признајући Снапчатову потребу за приходе, компанија је изјавила да је желела да процени „ако можемо испоручити искуство, које је и забавно и информативно, на начин који су рекламе раније биле, пре него што су добили језиво и циљ.”
„Дискавер” (срп. Откриј) (енгл. Discover), који представља кратку форму садржаја од издавача, такође дозвољава плаћене рекламе. Организација која продаје рекламну кампању изазива да расподела прихода између Снапчата и његовог партнера варира, али се сматра да не вреди десет до петнаест центи за гледање. Поред тога, рекламе се процењују да се погледају 500.000 до 1.000.000 пута дневно.
У јуну 2015. године, Снапчат је најавио да ће омогућити оглашавачима да купе спонзорисане „Геофилтере” (енгл. Geofilters) за снепс (енгл. snaps); рани купац понуде је Мекдоналдс (енгл. McDonald's), који је платио за брендиране геофилтере, покривајући локације својих ресторана у Уједињеним Државама (енгл. United States).
У октобру 2015. године, Снапчат је почео да ради са компанијама у стварању промотивних филтер објектива „Ленс” (енгл. Lens).

У мају 2016. године, у оквиру кампање за промовисање Икс људи: Апокалипса, 20. век Фокс (енгл. 20th Century Fox) је платио за цео низ сочива (енгл. Lens) и морају бити замењени за оне који су засновани на ликовима из Икс људи серија и филмова за један дан.
У септембру 2015. године сервис је потписао партнерски уговор са Националном фудбалском лигом, да се уведе пренос уживо изабраних утакмица (укључујући недељну утакмицу, и шатор игре, као што су фудбал у понедељак увече и у четвртак увече фудбал), док обе стране доприносе садржају и рукују продајом реклама.
Мери Микер (енгл. Mary Meeker), партнер Силицијумске долине предузетничке фирме капитала Клајнер Перкинс Кофилд & Бајерс (енгл. Kleiner Perkins Caufield & Byers), која је уговорила финансијски споразум са Снапчат у августу 2014. године, истакла је раст прегледа вертикалног видеа у њеном извештају Интернет-трендови 2015 (енгл. Internet Trends Report) — од 5 % прегледа видеа у 2010. години до 29 % у 2015. години.
Вертикални видео огласи су гледани 9 пута више него пејзажни видео огласи.
У априлу 2016. године, НБЦ Олимпијске игре су саопштиле да су склопили договор са Снапчатом, да омогући приче из летњих игара 2016. године које ће бити представљене на Снапчату у САД.
НБЦ ће продавати оглашавање и склопити договор о расподели прихода.
У јулу 2016. године, објављено је да је Снапчат поднео пријаву патента за процес помоћу система за препознавање објеката за испоруку спонзорисаних филтера на основу објеката виђених у погледу камере.

## Полемике

### Децембар 2013 хаковање
Снапчат је хакован 31. децембра 2013 године. Гибсон безбедност (енгл. Gibson Security), Аустралијска фирма за безбедност, је обелоданила АПИ безбедносну рањивост компанији 27. августа 2013, а онда учинила јавним изворни код за експлоатисање на Божић (енгл. Christmas Day) (Аустралијско време: Бадње вече у Уједињеним Државама (енгл. United States)). 27. децембра, Снапчат је објавио да су имали имплементирану ублажујућу карактеристику. Поред тога, анонимна група их је хаковала, говорећи да ублажујуће карактеристике представљају само „мање препреке”. Хакери су открили делове од приближно 4,6 милиона Снапчат корисничких имена и бројева мобилних телефона на сајту који је назван „СнапчатДБ.инфо” (енгл. SnapchatDB.info) и послали изјаву популарном блогу технологије ТехКрунч (енгл. TechCrunch), говорећи да је њихов циљ био да „подигну свест јавности .. и .. да изврше притисак јавности на Снапчат” да поправе рањивост/пропуст. Снапчат се извинио недељу дана након хаковања.

### Федерална Трговинска комисија
У 2014, Снапчат је измирио жалбу коју је поднела Федерална Трговинска Комисија (енгл. Federal Trade Commission).
Владина агенција наводи да је компанија претерала до степена јавности,
Под условима споразума, Снапчат није кажњен, али сервис апликације је договорио да њихове захтеве и политику прати независна странка у периоду од 20 година. ФТК (енгл. Federal Trade Commission) је закључила да је Снапчату забрањено „погрешно представљање до мере у којој одржава приватност, безбедност и поверљивост корисничких информација.”
Пратећи споразум, Снапчат је ажурирао своју страницу приватности у којој пише да компанија „ не може да гарантује да ће поруке бити обрисане у одређеном временском року.”
Чак и после Снапчатовог брисања порука са њихових сервера, ти исти подаци могу остати у резерви неко одређено време. У јавном блог чланку, сервис је упозорио да „ако сте некад покушали да вратите изгубљене податке после случајног брисања диска или можда гледали епизоду ЦСИ, можда знате да је са одговарајућим форензичким алатом некада могуће повратити податке после брисања.”

### Ленс инциденти
У септембру 2015, осамнестогодишњакиња је користила Снапчат опцију звану „Ленс” (срп. Сочиво) (енгл. Lens) да би снимила брзину којом је возила свој Мерцедез Ц230 (енгл. Mercedes C230) када је ударила Мицубиши Аутландер (енгл. Mitsubishi Outlander) у Хемптону (енгл. Hampton), Џорџија (енгл. Georgia). Судар при брзини од 172 км/сат је повредио оба возача. Возач Аутландера (енгл. Outlander) је провео 5 недеља на интензивној нези где је био лечен због тешке трауматске повреде мозга. У априлу 2016, возач Аутландера је тужио Снапчат и корисника Снапчата, наводећи да Снапчат зна да се његова апликација користи за незаконито такмичење у брзинама и да је немаран јер није учинио ништа да спречи такву употребу.
Сличан судар током вожње од 185 km/h, десио се у Тампи (енгл. Tampa), Флорида (енгл. Florida) у октобру 2016 који је убио 5 особа.

### Повреда патента
У 2016 години, Снапчат је тужила Канадска компанија Инвестел (енгл. Investel) због прекршаја на његовом геофилтрирању патента.

### „Сиромашна земља” примедба
Према бившем Снапчат раднику Ентони Помпилано (енгл. Anthony Pompliano) у тужби поднетој против Снеп Инц, Шпигел је дао изјаву у 2015 да је Снапчат „само за богате људе” и да он „не жели да се прошири на сиромашне земље попут Индије и Шпаније.” Догађај је изазвао Твитер тренд назван „#ДеинсталирајСнапчат” (енгл. „#UninstallSnapchat”), у ком су корисници из Индије деинсталирали апликацију и проузроковали зазор против компаније у смислу ниског „једна-звезда” (енгл. „one-star rating”) оцењивања апликације на Гугл плеј (енгл. „Google Play”) продавници и на апликацији Епл(енгл. „Apple”) продавнице. Снапчатове акције су пале за 1,5 %.
Као одговор на тврдњу, Снапчат је назвао Помпиланову тврдњу „смешном” и детаљно изложио „ Очигледно је да је Снапчат за свакога. Доступан је широм света за бесплатно преузимање.”